# Jalgaon
Jalgaon este un oraș în India.